# لاندتاج البروسي

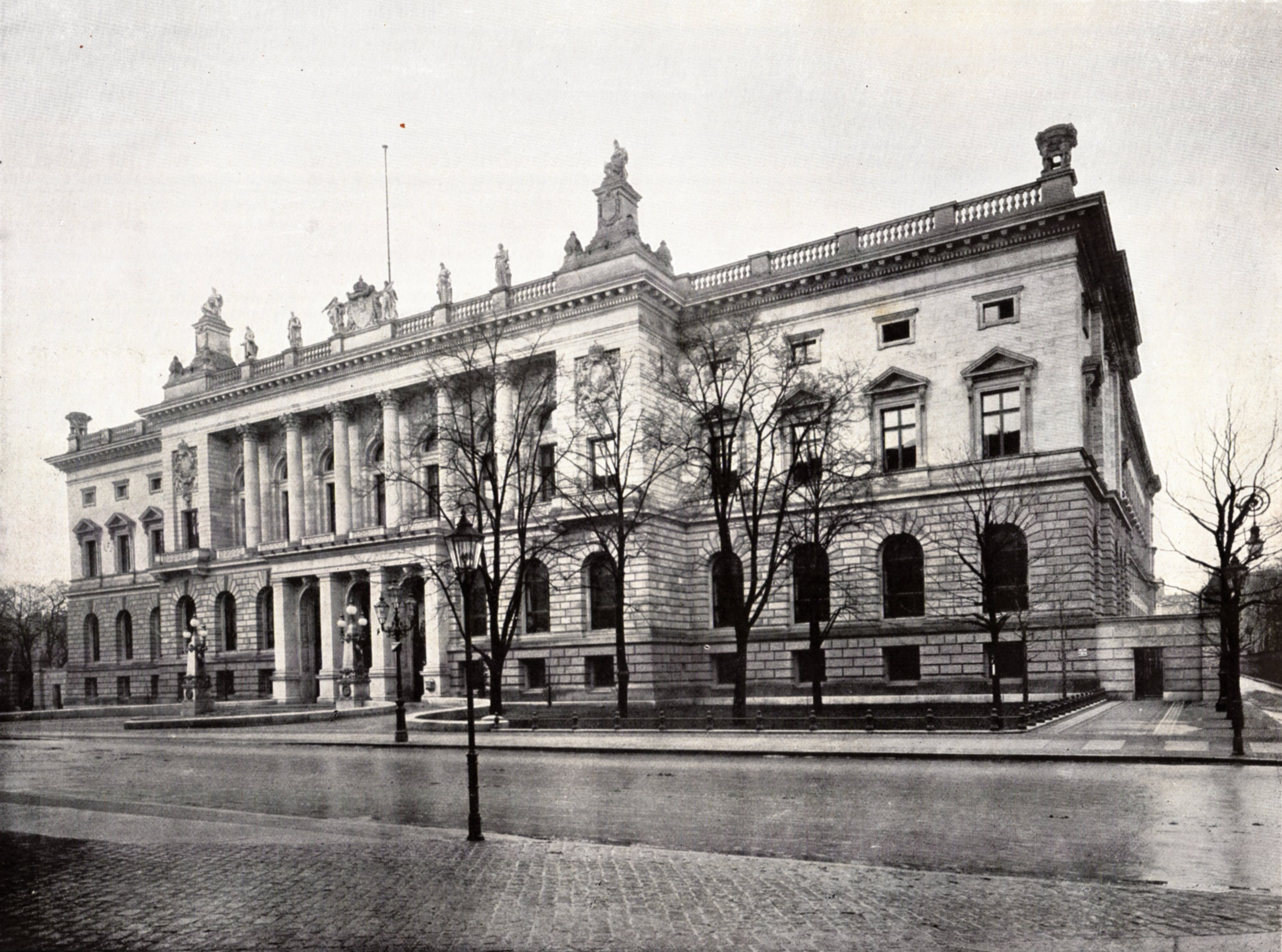
مجلس النواب، حوالي عام 1900

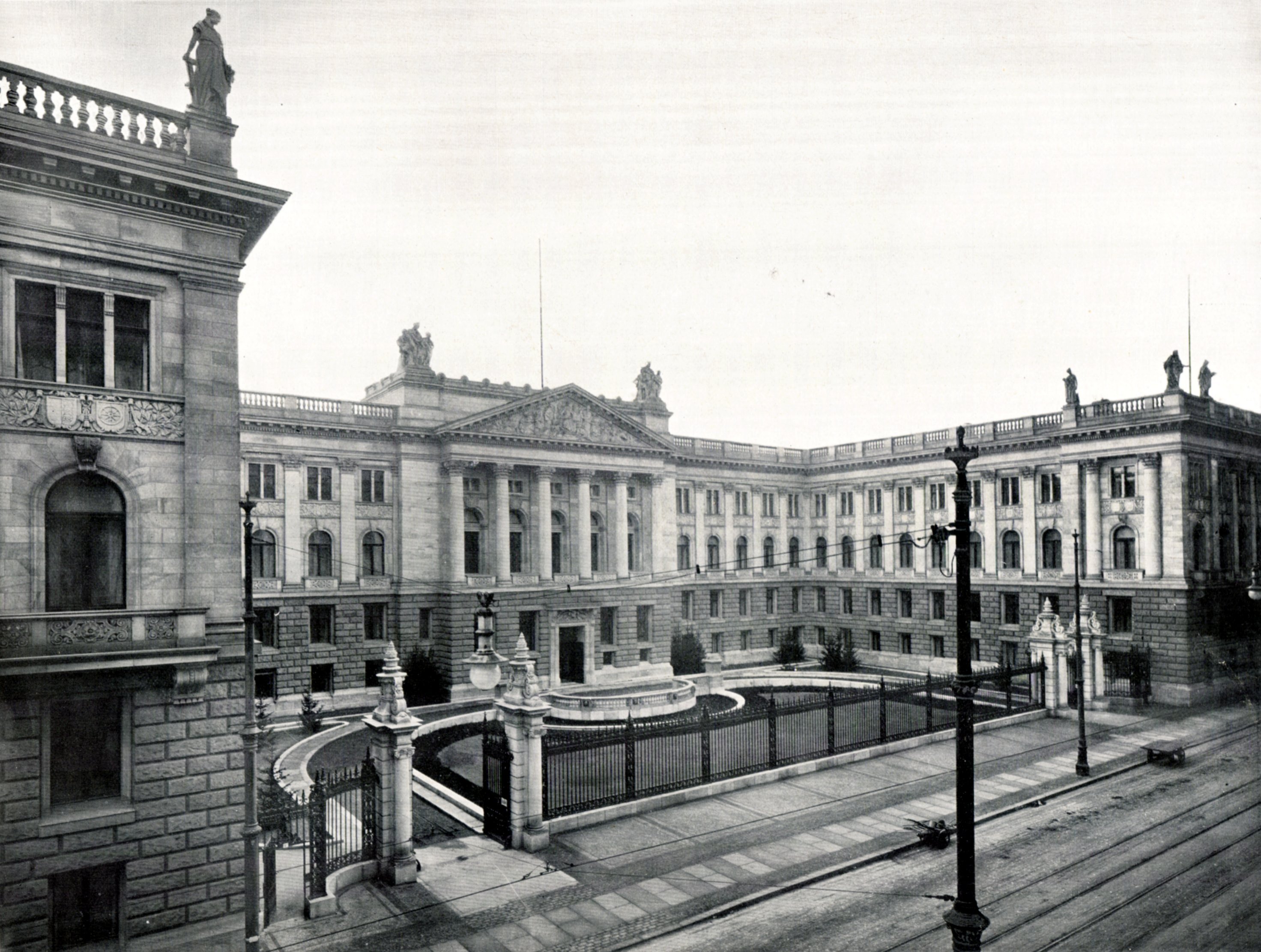
مجلس اللوردات، حوالي عام 1900

لاندتاج البروسي (بالألمانية: Preußischer Landtag)‏ تم تنفيذ الجمعية التمثيلية لمملكة بروسيا عام 1849، وهي هيئة تشريعية مؤلفة من مجلسين يتألف من مجلس اللوردات الأعلى ( Herrenhaus ) ومجلس النواب الأدنى ( Abgeordnetenhaus ). بعد الحرب العالمية الأولى والثورة الألمانية في الفترة 1918-1919، استمر النظام لبرلمان الولاية باعتباره برلمان ولاية بروسيا الحرة بين عامي 1921 و1933.

## التاريخ

### مملكة بروسيا
خلال ثورة عام 1848، وافق الملك فريدريك وليام الرابع ملك بروسيا ووزيره جوتفريد لودولف كامبهاوزن على الدعوة لإجراء انتخابات عامة لجمعية وطنية في جميع المقاطعات البروسية. ومع ذلك تم رفض الجمعية الوطنية البروسية بموجب مرسوم ملكي بتاريخ 5 ديسمبر 1848 وفرض الملك دستور بروسيا. على الرغم من أن الدستور كان رجعيًا، فقد قدم على الأقل برلمانًا مؤلفًا من مجلسين، يتكون من مجلس أول ( إرست كامير، يُسمى مجلس اللوردات من عام 1855)، بالإضافة إلى مجلس ثان (مجلس زويتي كامير، من مجلس النواب عام 1855) تم انتخاب أعضائه وفقا لنظام الانتخاب من ثلاث فئات. كان لكل من المجالس وملك بروسيا الحق في تقديم مشاريع القوانين.

## مجمع المباني

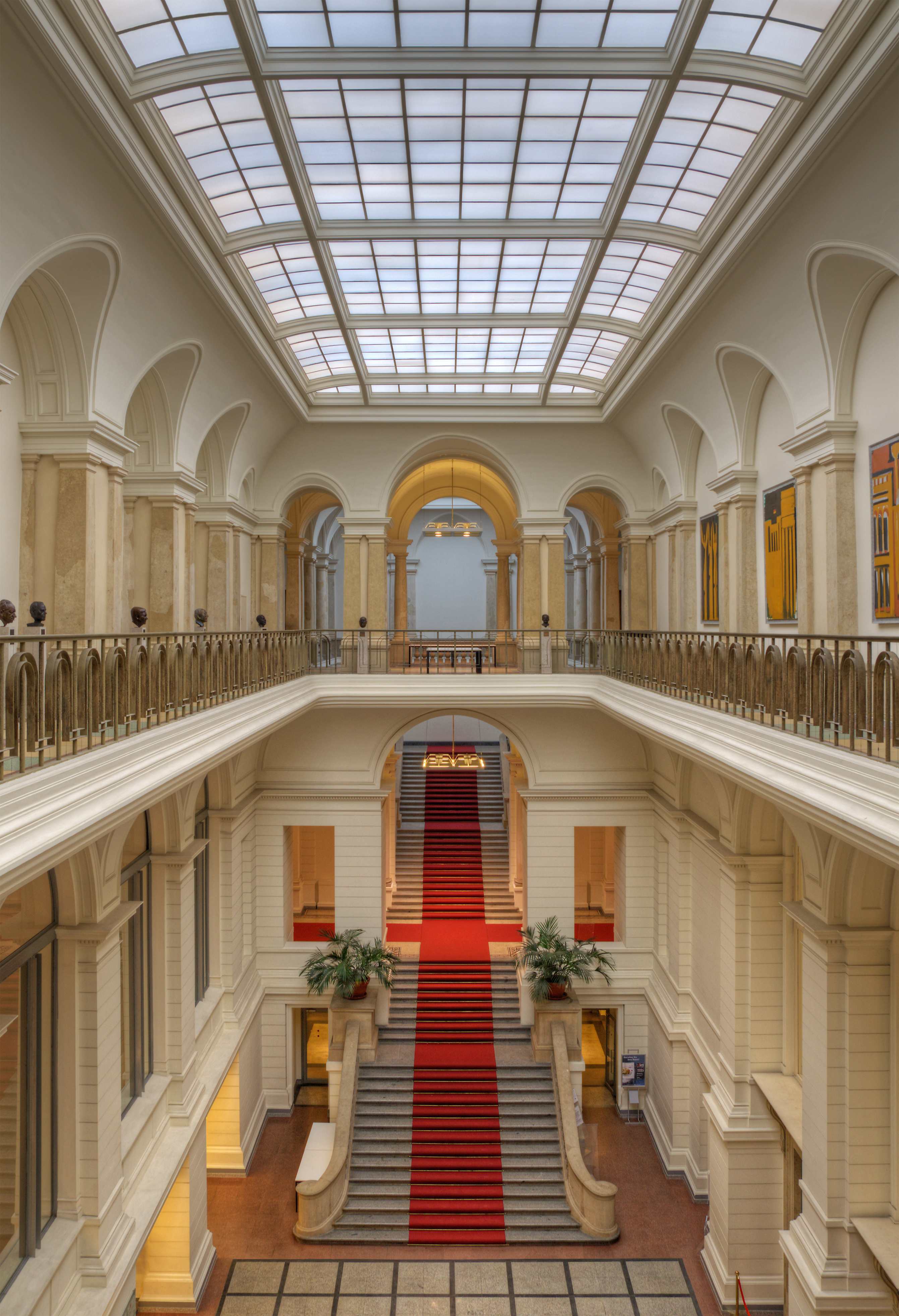
Abgeordnetenhaus، الدرج

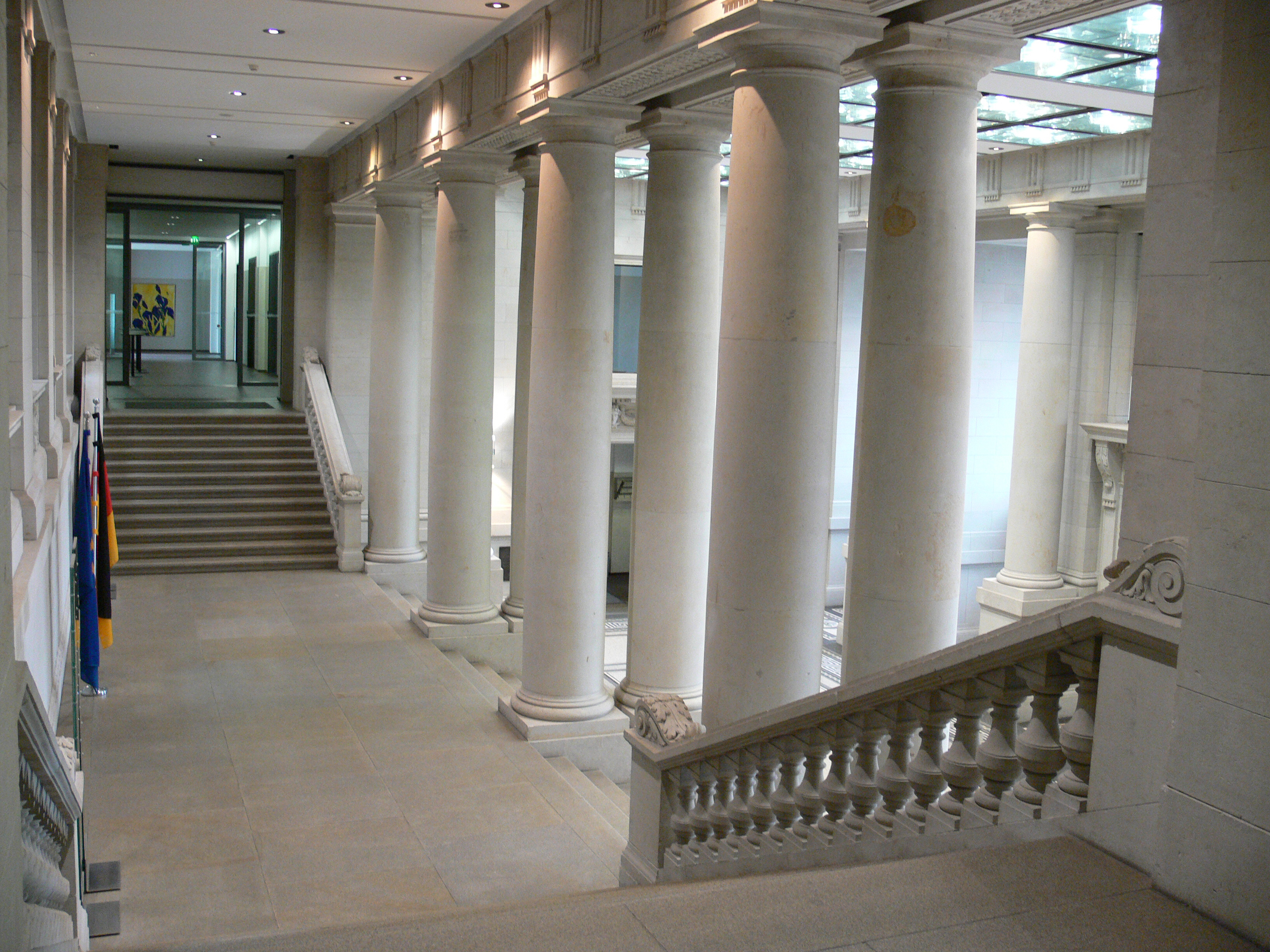
Herrenhaus، المدخل

## رؤساء لاندتاج البروسي (ولاية بروسيا الحرة)
حزب سياسي:   الحزب الديمقراطي الاجتماعي الألماني   الحزب النازي
| صورة                              | صورة                              | اسم                               | حزب سياسي                              | مدة الولاية                       |
| رئيس Preußische Landesversammlung | رئيس Preußische Landesversammlung | رئيس Preußische Landesversammlung | رئيس Preußische Landesversammlung      | رئيس Preußische Landesversammlung |
| --------------------------------- | --------------------------------- | --------------------------------- | -------------------------------------- | --------------------------------- |
|                                   |                                   | روبرت لينرت                       | الحزب الديمقراطي الاجتماعي في ألمانيا  | 1919-1921                         |
| رؤساء Landtag بروسيا              |                                   |                                   |                                        |                                   |
|                                   |                                   | روبرت لينرت                       | الحزب الديمقراطي الاجتماعي في ألمانيا  | 1921-1924                         |
|                                   |                                   | فريدريش بارتلز                    | الحزب الديمقراطي الاجتماعي في ألمانيا  | 1924-1928                         |
| 1928-1931                         |                                   | فريدريش بارتلز                    | الحزب الديمقراطي الاجتماعي في ألمانيا  |                                   |
|                                   |                                   | ارنست ويتماك                      | الحزب الديمقراطي الاجتماعي في ألمانيا  | 1931-1932                         |
|                                   |                                   | هانز كيرل                         | الحزب الوطني العمال الألماني الاشتراكي | 1932-1933                         |
| 1933                              |                                   | هانز كيرل                         | الحزب الوطني العمال الألماني الاشتراكي |                                   |

## المؤلفات
- هانز ويلدروتير: داس هاوس دير أبوردوردينيتن: عين دينكمال بريوشير آند ديوتشير جيشيتشت إن دير ميت بيرلينز . Philo Fine Arts ، درسدن 2001 ، (ردمك 3-364-00378-5)